# Gaius Calpurnius Piso (Romeins politicus)
Gaius Calpurnius Piso (overleden 19 april 65) was een Romeins staatsman, redenaar en beschermheer van de literatuur in de eerste eeuw na Christus. Hij is vooral bekend om zijn rol in de opstand tegen Nero in het jaar 65.
Hij was een van de meest populaire mannen in Rome, deels vanwege zijn vaardigheden in poëzie en muziek, en deels vanwege zijn liefde voor luxe en generositeit. Waarschijnlijk doelt Calpurnius Siculus op Gaius Calpurnius Piso als hij het over Meliboeus heeft. Zeker is dat Gaius Calpurnius Piso het onderwerp is in de lofrede De laude Pisonis.